# 10BASE-F
10BASE-F — стандарт IEEE 802.3 з використання як середовища передачі даних оптоволокна. Функціонально мережа стандарту 10Base-F складається з тих же елементів, що і мережа стандарту 10Base-T: мережевих адаптерів, багатопортового повторювача і відрізків кабелю, що з'єднують адаптер з портом повторювача. Як і при використанні витої пари, для з'єднання адаптера з повторювачем використовується два оптоволокна — одне з'єднує вихід Tx адаптера зі входом Rx повторювача, а інше — вхід Rx адаптера з виходом Tx повторювача.
Стандарт FOIRL (Fiber Optic Inter — Repeater Link) — це перший стандарт комітету 802.3 з використання оптоволокна в мережах Ethernet. Він гарантує довжину оптоволоконного зв'язку між повторювачами до 1 км при загальній довжині мережі не більше 2500 м. Максимальне число повторювачів — 4.

## 10Base-FL
Стандарт 10Base-FL призначений для з'єднання кінцевих вузлів з концентратором і працює з сегментами оптоволокна довжиною не більше 2000 м при загальній довжині мережі не більше 2500 м. Максимальне число повторювачів — 4. 10BASE-FL рідко використовується в мережі і був замінений стандартами Fast Ethernet і Gigabit Ethernet.

## 10Base-FB
Стандарт 10Base-FB призначений для магістрального з'єднання повторювачів. Він дозволяє мати в мережі до 5 повторювачів при максимальній довжині одного сегмента 2000 м і максимальній довжині мережі 2740 м. Повторювачі, з'єднані за стандартом 10Base-FB, постійно обмінюються спеціальними послідовностями сигналів, що відрізняються від сигналів кадрів даних, для виявлення відмов своїх портів. Тому концентратори стандарту 10Base-FB можуть підтримувати резервні зв'язки, переходячи на резервний порт при виявленні відмови основного за допомогою тестових спеціальних сигналів. Концентратори цього стандарту передають як дані, так і сигнали простою лінії синхронно, тому біти синхронізації кадру не потрібні і не передаються. Стандарт 10Base FB тому називають також «синхронний Ethernet».
Стандарти 10Base-FL і 10Base-FB не сумісні між собою.